# Salency
Salency é uma comuna francesa na região administrativa de Altos da França, no departamento de Oise. Estende-se por uma área de 7,79 km². Em 2010 a comuna tinha 915 habitantes (densidade: 117,5 hab./km²).